# Energijski nivo
Energijski nivo je v teoriji kvantne mehanike določeno število konfiguraicj določenega kvantiziranega stanja sistema. Izraz energijski nivo se najpogosteje rabi pri opisovanju konfiguracij elektronskih orbital pri atomih. 
Kakor pri klasični potencialni energiji, tudi pri energijskih nivojih elektronov število nič predstavlja neskončno razdaljo, torej so vse potencialne energije vezanih elektronov negativna števila.
Energija elektrona v orbitali:
{\displaystyle E_{n}=-{\frac {e^{2}}{8\pi \epsilon _{0}r_{n}}}={\frac {E_{1}}{n^{2}}}}
{\displaystyle E_{1}}...-13,5eV,
kje je {\displaystyle n\!\,} glavno kvantno število.
Stanje {\displaystyle E_{1}\!\,} se imenuje osnovno stanje in ima največjo energijo. Stanja {\displaystyle E_{1},E_{2},E_{3}}... so vzbujena stanja. 